# Eimeria bovis
Eimeria bovis è un parassita appartenente al genere Eimeria e presente in tutto il mondo. Il patogeno può causare una malattia diarroica nei bovini (Bos taurus) denominata eimeriosi o coccidiosi. L'infezione colpisce prevalentemente gli animali più giovani.

## Descrizione
Eimeria bovis è un parassita specifico dell'ospite che viene espulso dai bovini infetti. Il parassita entra nell'organismo dei bovini attraverso alimenti contaminati, acqua o superfici contaminate da oocisti infettive (sporulate) (via fecale-orale). Nell'intestino dell'animale, le oocisti si schiudono e rilasciano 8 zoiti. Gli zoiti subiscono due cicli asessuali (schizogonia). Il primo ciclo produce molti piccoli schizonti all'interno delle cellule della lamina propria, mentre la seconda generazione di schizonti si moltiplica nelle cellule dell'epitelio. La seconda generazione di schizonti subisce un ciclo sessuale (gametogonia). La moltiplicazione e la crescita di nuove oocisti causano la distruzione delle cellule mucose, che coincide con la comparsa di diarrea nell'animale. Il tempo che intercorre tra l'ingestione del parassita e i primi segni della malattia (periodo prepatente) è di 16-21 giorni. La malattia dura solitamente 5-15 giorni (periodo patente). Le oocisti possono essere osservate al microscopio e misurano 23-43 μm x 17-23 μm, hanno forma ovoidale e una parete a doppio strato con un microporo nell'estremità più stretta.

## Diagnosi
Lo stato infettivo di un animale viene valutato esaminando le oocisti con diversi metodi di flottazione, solitamente contando le oocisti al microscopio ottico e identificando la specie di Eimeria in base alla morfologia. Per valutare se l'animale è affetto da eimeriosi, dovuta all'infezione da E. bovis o altre specie patogene di Eimeria come Eimeria zuernii o Eimeria alabamensis, si prendono in considerazione quattro fattori: età dell'animale, presenza di una specie patogena di Eimeria, intensità dell'infezione (oocisti per grammo di feci) e presenza di sintomi (diarrea, sangue nelle feci, perdita di appetito, febbre, perdita di peso).

## Epidemiologia
Dopo che le nuove oocisti sono state espulse con le feci di un animale infetto, alcuni fattori ambientali influenzano la velocità con cui le oocisti sporulano e diventano infettive. L'ambiente esterno, gli edifici e la gestione (manipolazione e densità degli animali, l'igiene) possono influenzare queste condizioni. Quando le condizioni favoriscono la sporulazione delle oocisti, queste possono diventare infettive prima che le feci vengano rimosse. Le specie patogene Eimeria, tra cui E. bovis, possono causare due tipi di situazioni epidemiologiche in un allevamento che possono anche manifestarsi come un focolaio di malattia: coccidiosi invernale/eimeriosi: gli animali diventano più sensibili alle infezioni a causa del freddo e dell'affollamento che ne facilita la diffusione (stabulazione del bestiame alla fine della stagione di pascolo). Coccidiosi/eimeriosi estiva: gli animali sensibili ingeriscono oocisti che hanno svernato nei pascoli durante il periodo di pascolo e l'aumento della sporulazione di nuove oocisti dovuto all'aumento delle temperature. L'Eimeria bovis sverna bene sia nel suolo che nelle feci nelle regioni temperate e le oocisti espulse in autunno hanno maggiori possibilità di sopravvivere fino alla stagione di pascolo successiva. Le zone ombreggiate dei pascoli migliorano le possibilità di sopravvivenza delle oocisti. Sono a rischio soprattutto i vitelli. I focolai possono causare un'elevata mortalità tra gli animali giovani. La malattia provoca solitamente una perdita di peso che può ritardare la crescita dell'animale e comprometterne il rendimento produttivo.

## Immunologia
Dopo l'infezione iniziale con una specie di Eimeria, l'animale è solitamente protetto dall'immunità a quella specie ed è meno soggetto a sviluppare la malattia. Il livello di immunità dipende dalla quantità di oocisti che hanno infettato l'animale.

## Risposta ai fattori ambientali
La maggior parte della vita dei parassiti si svolge nell'ambiente e sia la sopravvivenza del parassita che il suo sviluppo in oocisti infettive dipendono da questi fattori. Il tempo che intercorre tra il momento in cui il parassita ha lasciato l'animale nelle feci all'interno di un oocisti e quello in cui si è sviluppato in un parassita in grado di infettare nuovi animali è chiamato tempo di sporulazione. Temperature superiori a 15° C e umidità superiore all'80% sono condizioni favorevoli che riducono il tempo necessario affinché l'oocisti diventi infettiva, il che può portare a regolari focolai di coccidiosi.